# Rio Alunișu (Nemțișor)
O Rio Alunişu é um rio da Romênia afluente do rio Nemţişor, localizado no distrito de Neamţ.